# Salado (dopływ Colorado)
Salado – rzeka w zachodniej Argentynie, lewy dopływ Colorado.
Wypływa w Andach Środkowych jako Bermejo. Przyjmuje kolejno nazwy: Desaguadero, Salado, Chadileo i Curacó. Ma długość 1200 km. Głównymi dopływami są San Juan, Tunuyán i Atuel. Przy niskim stanie wody ginie na słonych bagnach Pampy.